# Nazarín (película)
Nazarín es una película dramática mexicana de 1959 dirigida por Luis Buñuel y protagonizada por Francisco Rabal, Marga López y Rita Macedo en los papeles principales. 
Basada en la novela homónima de Benito Pérez Galdós, la película trata acerca de un sacerdote humilde que desea hacer el bien, practicar la caridad y vivir el evangelio seguido por dos prostitutas.
La película fue ganadora del Premio Internacional del Festival Internacional de Cine de Cannes de 1959.

## Argumento
El padre Nazario, un sacerdote católico que vive en un hospicio pobre, es tranquilo, templado y distribuye su dinero, incluso indiferente a que lo roben. Demuestra comprensión y compasión hacia personas como Beatriz, quien tiene episodios psicóticos y pensamientos suicidas después de ser rechazada por su amante, Pinto.
Una prostituta, Ándara, entra corriendo a la habitación de Nazario en busca de refugio; ha asesinado a otra prostituta y ha resultado herida. Nazario se abstiene de juzgarla y la ayuda a ocultarse, intentando luego hacerla consciente de su culpa. Ándara sueña con un retrato de Jesucristo que se ríe de ella. Beatriz advierte que alguien ha informado a las autoridades y se ofrece a esconderlos, esperando que la policía ahorque a Ándara. La propietaria se entera e insiste en que Ándara no debe ser descubierta con Nazario y ordena a Ándara que retire las pruebas de su estancia. Pero después de que Nazario se va, Ándara prende fuego a la habitación y escapa.
Con Nazario, ahora en conflicto con la ley y la iglesia y advertido que una investigación podría costarle su ministerio, adopta ropas de civil y deambula mendigando.
Al encontrarse con un equipo de construcción, se ofrece a trabajar por comida, pero otros trabajadores recelan de él, conjeturando que perderán ganancias y lo hacen sentirse no deseado. Nazario se va sin nada, provocando una pelea entre los trabajadores y el capataz.
Nazario se encuentra con Beatriz y le revela que le han robado sus pertenencias. Ella lo lleva a Ándara y a una niña enferma cuya madre le ruega a Nazario que cure a la niña con un milagro. Nazario sugiere un médico, pero se ofrece a rezar con ellos. Se perturba cuando la mujer realiza ritos supersticiosos. La fiebre de la niña cede. Ándara y Beatriz, creyendo que Nazario es un hacedor de milagros, lo siguen a pesar de sus protestas.
Nazario se detiene para ayudar a una expedición cuyo caballo tiene una pata rota. El coronel que lidera la expedición le grita a un campesino que no los reconoce, a pesar de las protestas del campesino de que no los vio. Nazario critica al coronel por su rudeza. El coronel intenta sacar su arma, pero es detenido por el sacerdote de la expedición, quien excusa a Nazario como «un hereje, un predicador errático» que debería quedarse solo.
A Nazario le siguen Beatriz y Ándara, a quienes acepta a regañadientes, aunque les sermonea sobre Dios. En una aldea asolada por la peste, la ayuda de Nazario es rechazada por una mujer moribunda, que prefiere ser consolada por su esposo. Nazario se siente abrumado por un sentimiento de fracaso.
Un enano profesa su amor por Ándara a pesar de decir que es fea. Pinto, que está de visita en la zona, ve a Beatriz, la acusa de ser «la amante de un cura» y le exige que se vaya con él. Nazario dice que está luchando con Satanás, pero que debería resistir la tentación. Cuando ella le pregunta cómo adivinó que algo andaba mal, Nazario responde: «No es adivinar, es saber».
Ándara insiste en que deben huir. Nazario responde que solo los ladrones huyen y el Divino no los abandonará. Beatriz le dice a Nazario que confía en él y cita de la Biblia: «Si puedo llevar tu carga en mi espalda, lo haré». Ándara acusa a Nazario de amar más a Beatriz, pero él intenta demostrar un amor cristiano por ambas.
Descubiertos por un grupo de búsqueda, Ándara y Nazario son arrestados: Beatriz pide que él sea liberado. Pinto le dice a la madre de Beatriz que Beatriz debería ir con él. Cuando Beatriz se encuentra con su madre, Beatriz canta las alabanzas de Nazario y habla de sus milagros. La respuesta de su madre de que Beatriz ama a Nazario «como un hombre» envía a Beatriz a un episodio psicótico.
Los compañeros de celda de Nazario lo insultan y maltratan físicamente. Nazario sufre una crisis de fe, gritando: «Por primera vez en mi vida, me cuesta perdonar. Pero te perdono. Es mi deber cristiano. ¡Pero también te desprecio! Y me siento culpable, sin saber cómo separar el desprecio del perdón». Un compañero de celda interviene y Nazario le da su dinero.
Nazario es acusado de locura y desobediencia. Mientras se lo llevan, Pinto y Beatriz pasan, pero sin reconocerlo. Nazario pasa junto a una frutera que le ofrece una piña y le dice: «Toma esta caridad y que Dios te acompañe». Nazario parece consumido por la confusión. Al principio se niega, luego la toma y dice: «Que Dios te lo pague». Es llevado lejos, angustiado.

## Reparto
- Francisco Rabal como Padre Nazario.
- Marga López como Beatriz.
- Rita Macedo como Ándara.
- Ignacio López Tarso como El sacrílego.
- Ofelia Guilmáin como Chanfa.
- Luis Aceves Castañeda como El parricida.
- Noé Murayama como Pinto.
- Rosenda Monteros como La prieta.
- Jesús Fernández como Ujo el enano.
- Ada Carrasco como Josefa.
- Antonio Bravo como Don Pablo, arquitecto.
- Aurora Molina como La Camella.
- David Reynoso como Juan.
- Efraín Arauz como Vecino de Nazarín (no acreditado).
- Manuel Arvide como Compañero del arquitecto (no acreditado).
- Socorro Avelar como Vecina de Josefa (no acreditada).
- Edmundo Barbero como don Ángel, cura (no acreditado).
- Victorio Blanco como Viejo preso (no acreditado).
- Lupe Carriles como Prostituta (no acreditada).
- Arturo Castro como Coronel (no acreditado).
- José Chávez Trowe como Capataz (no acreditado).
- Raúl Dantés como Sargento (no acreditado).
- Felipe de Flores como Caminante con burro (no acreditado).
- Enedina Díaz de León como Anciana en casa de Josefa (no acreditada).
- José Luis Fernández como Obrero (no acreditado).
- Lidia Franco como Sirvienta de don Ángel (no acreditada).
- Salvador Godínez como Hombre que vende caballo (no acreditado).
- Leonor Gómez como Mujer presa (no acreditada).
- Cecilia Leger como Mujer de la piña (no acreditada).
- Blanca Marroquín como Vecina de Nazarin (no acreditada).
- Roberto Meyer como Presidente municipal (no acreditado).
- Inés Murillo como Mujer entre multitud (no acreditada).
- Diana Ochoa como Vecina de Josefa (no acreditada).
- Pilar Pellicer como Lucía (no acreditada).
- José Peña como Sacerdote (no acreditado).
- Ignacio Peón como Sacerdote (no acreditado).
- Ramón Sánchez (no acreditado)
- Salvador Terroba como Amigo de Pinto (no acreditado).
- Paz Villegas como Mamá de Beatriz (no acreditado).
- Isabel Vázquez como Vecina de Nazario (no acreditada).
- Amado Zumaya como Preso (no acreditado).

## Premios y reconocimientos
Ganó el premio internacional en el Festival Internacional de Cine de Cannes de 1959 y fue seleccionada como la entrada mexicana a la Mejor película en lengua extranjera en los 32.ª ceremonia de los Premios Óscar, pero no fue seleccionada como nominada.
La película ocupa el sexto lugar dentro de la lista de las 100 mejores películas del cine mexicano, según la opinión de veinticinco críticos y especialistas del cine en México, publicada por la revista Somos en julio de 1994. Andréi Tarkovski la nombró una de sus diez películas favoritas. En abril de 2019, se seleccionó una versión restaurada de la película para mostrarse en la sección Clásicos de Cannes en el Festival Internacional de Cine de Cannes de 2019.